# Saint-Étienne-du-Rouvray
Saint-Étienne-du-Rouvray is een gemeente in het Franse departement Seine-Maritime (regio Normandië). De gemeente telde 28.653 inwoners op 1 januari 2022. De plaats maakt deel uit van het arrondissement Rouen en is een onderdeel van de stedelijke agglomeratie rond Rouen.

## Geschiedenis
Saint-Étienne-du-Rouvray was in de middeleeuwen een gehucht dat afhing van de Abdij van Saint-Wandrille. De parochiekerk Saint-Étienne werd gebouwd in de 16e eeuw. De parochie telde toen ongeveer 500 inwoners die akkerbouw bedreven langsheen de Seine of vee hielden op de hoger gelegen gronden. In 1790 werd Saint-Étienne-du-Rouvray een gemeente. Vanaf de tweede helft van de 19e eeuw kreeg de gemeente een stedelijk karakter met de komst van de spoorweg (1843) en van industriële bedrijven: de katoenfabriek Société cotonnière (1865), de spoorwegwerkplaats Quatre-Mares (1913), de Fonderie Lorraine (1916) en de papierfabriek Papeteries de la Chapelle (1928). De gemeente kreeg een grote arbeidersbevolking. In het kader van de wederopbouw na de Tweede Wereldoorlog kwam er grootschalige woningbouw in de gemeente, die stopte na de economische crisis van de jaren 1970, de sluiting van bedrijven en de hoge werkloosheid.

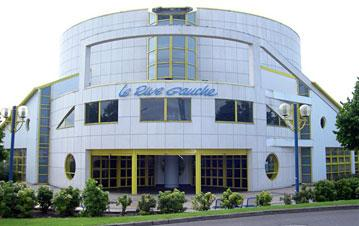
Cultureel centrum

### Moord op priester Jacques Hamel
Op 26 juli 2016 werd in de kerk van Saint-Étienne-du-Rouvray een aanslag gepleegd door twee 19-jarige jongeren, Adel Kermiche en Abdelkrime Petitjean. Daarbij werden de gelovigen gegijzeld en de 86-jarige priester Jacques Hamel werd tijdens het opdragen van de mis de keel doorgesneden. Een andere gijzelaar werd levensgevaarlijk verwond. De aanslag werd later opgeëist door IS.

## Geografie
De oppervlakte van Saint-Étienne-du-Rouvray bedroeg op 1 januari 2022 18,25 vierkante kilometer; de bevolkingsdichtheid was toen 1.570 inwoners per km². De gemeente ligt aan de Seine.
De onderstaande kaart toont de ligging van Saint-Étienne-du-Rouvray met de belangrijkste infrastructuur en aangrenzende gemeenten.

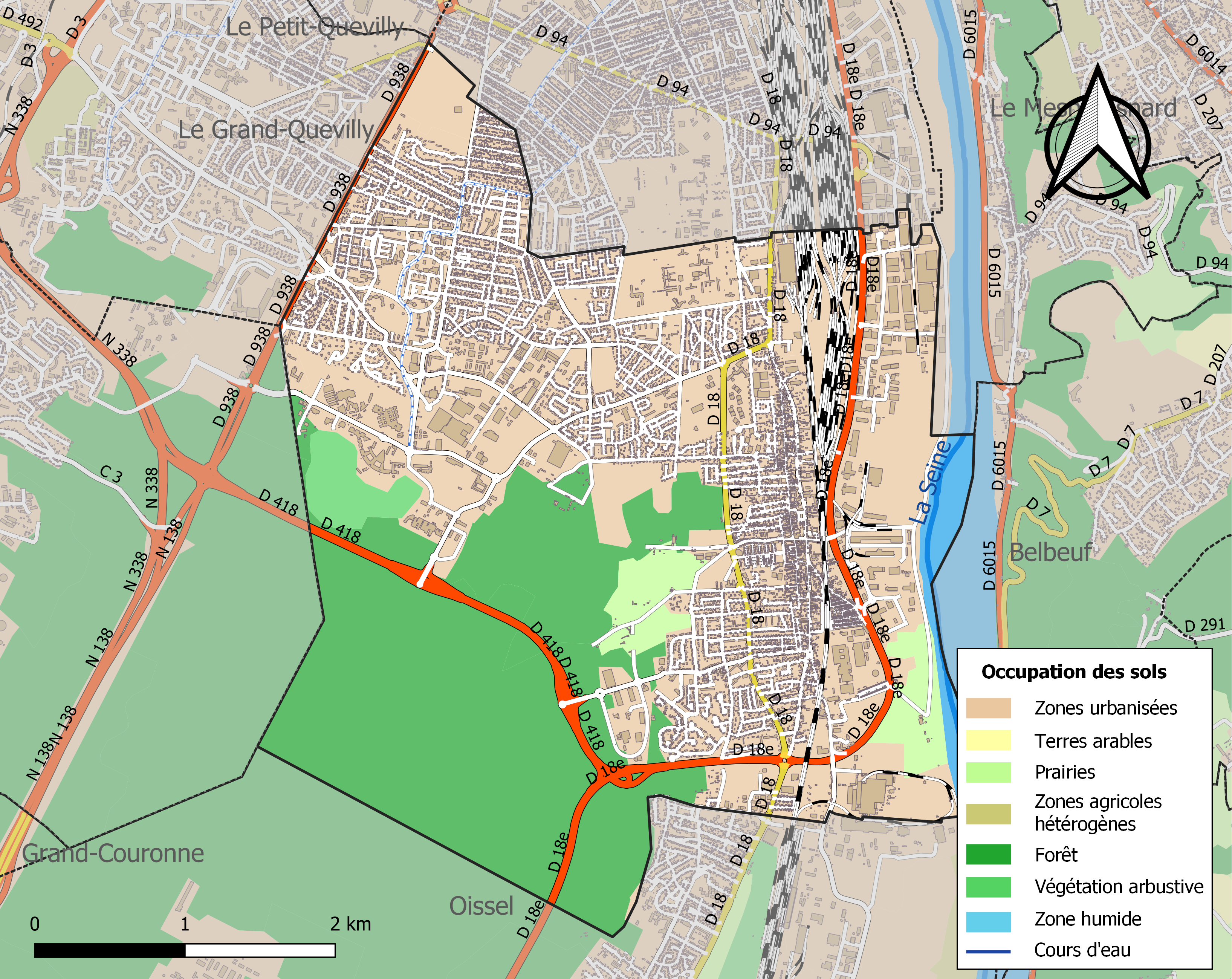

## Verkeer en vervoer
In de gemeente ligt spoorwegstation Saint-Étienne-du-Rouvray.

## Demografie
Onderstaande figuur toont het verloop van het inwonertal (bron: INSEE-tellingen).